# Rhaphidostegium micropyxis
Rhaphidostegium micropyxis là một loài Rêu trong họ Sematophyllaceae. Loài này được (Müll. Hal.) Kindb. miêu tả khoa học đầu tiên năm 1888.